# Harter Kohlenwerke

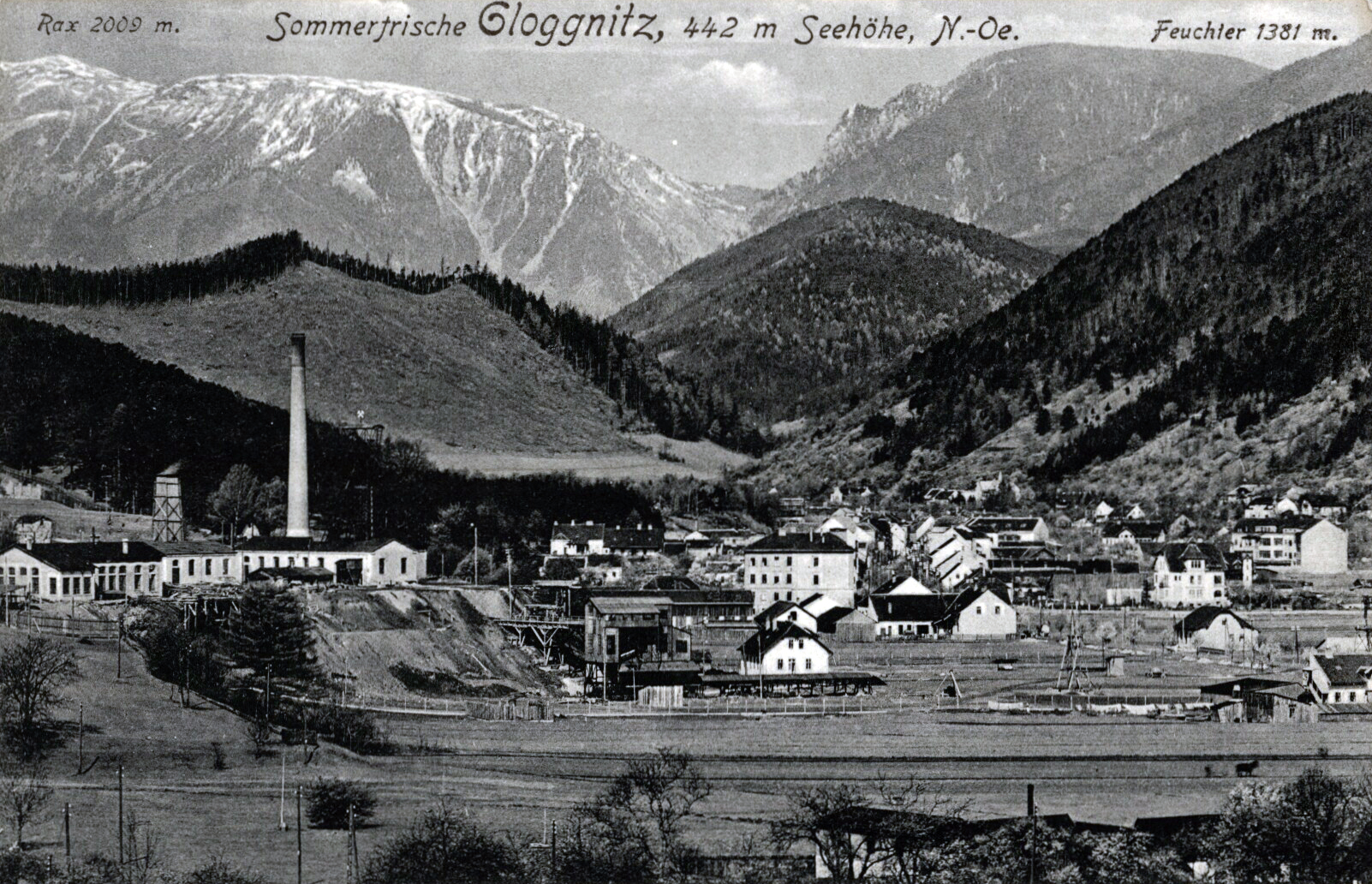
Gloggnitz mit dem Harter Kohlenwerk links (1917)

Die Harter Kohlenwerke waren ein Braunkohlebergwerk in Hart (Gemeinde Enzenreith) bei Gloggnitz in Niederösterreich.

## Geschichte
Der Abbau der Kohleflöze in Hart begann im Jahre 1840, im Jahr darauf wurde der erste Förderschacht (Edmundschacht) abgeteuft. Ab 1842 betrieb der Ziegelindustrielle Alois Miesbach den Bergbau und ließ den nach ihm benannten Stollen vorantreiben. Die im Bergwerk gewonnene Kohle diente zur Befeuerung der Ziegelöfen auf dem Wienerberg und wurde zum Großteil über den Wiener Neustädter Kanal nach Wien transportiert. Zwischen 1845 und 1852 wurde das Bergwerk an die Innerberger Hauptgewerkschaft verpachtet, die mit der Kohle ihre Hammerwerke in Edlach und Hirschwang betrieb. 1857 erbte Heinrich Drasche das Bergwerk von seinem Onkel Alois Miesbach.
Im Jahr 1871 erfolgte der Abbau über drei Schächte, die Abteufung eines vierten Schachtes scheiterte in einer Tiefe von 160 Metern. Die Kohle wurde in den 1870er Jahren an umliegende Fabriken geliefert, eigene Werkswohnungen für die Arbeiter entstanden. Nach dem Tode des verdienten Betriebsleiters nahmen dies die Besitzer zum Anlass, den verhältnismäßig kleinen und nicht in ihr Ziegelimperium passenden Kohleabbau zu schließen. Das Bergwerk wurde 1878 erneut an die Innerberger Hauptgewerkschaft verpachtet, jedoch bereits 1880 geschlossen.
1891 wurden von der Österreichisch-Alpinen Montangesellschaft unter deren Direktor Karl Wittgenstein Erkundungsbohrungen auf das Harter Kohleflöz auf eine Tiefe von bis zu 300 Metern niedergebracht. Ein etwaiger Abbau wurde jedoch nicht durchgeführt. Erst im Jahr 1898 erwarb der steirische Eisenindustrielle Hugo von Noot die Abbaurechte und gründete 1901 gemeinsam mit Carl Spaeter die AG der Harter Kohlenwerke (respektive Harter Braunkohlen Bergbau AG). Nach eingehenden Untersuchungen zeigte sich, dass weit mehr abbauwürdige Flöze vorhanden waren und neben der ursprünglich angedachten Produktion lediglich für den Eigenbedarf auch an einen Verkauf der Kohle gedacht werden konnte. In den Jahren 1907 bis 1910 wird daraufhin der Schacht "Gute Hoffnung" als neuer Hauptförderschacht auf eine Tiefe von 253 m abgeteuft. Die gewonnene Kohle wurde sortiert und mit einer Materialseilbahn zur Verladung an die Südbahn transportiert.
Im Ersten Weltkrieg kam es zu einer Einschränkung des Bergbaus wegen kriegsbedingtem Personalmangel. Nach dem Untergang der Donaumonarchie kam den Bergwerk als eines der wenigen verbliebenen inländischen Kohlenwerke eine größere Bedeutung zu. 1924 kam es nach einem Grubenbrand durch eine Verkettung von unglücklichen Umständen und Fahrlässigkeit zu einem verheerenden Grubenunglück: Durch eine Kohlenmonoxid-Vergiftung fanden 29 Bergleute den Tod. Sie wurden auf dem Bergfriedhof in einem Gemeinschaftsgrab bestattet, ein Denkmal erinnert heute noch an die Opfer.
1930 gelangte die Aktienmehrheit der Harter Kohlenwerke in den Besitz der Graz-Köflacher Eisenbahn- und Bergbaugesellschaft und der Niederösterreichischen Escompte-Gesellschaft, es folgte eine Intensivierung des Bergbaues. Gemeinsam mit der GKB wurden die Harter Kohlenwerke 1939 den Reichswerken Hermann Göring einverleibt. 1940 war das Bergwerk ein kriegswichtiger Betrieb, in welchem auch Frauen und Zwangsarbeiter arbeiten mussten. Im Jahr 1943 erfolgte die Stilllegung des Bergwerks. Zum Kriegsende 1945 versenkte die Ortsgruppe Gloggnitz der NSDAP ihre Akten im mittlerweile abgesoffenen Gute Hoffnungs-Schacht. Von 1946 bis 1948 wurde aus Not ein Teil des Kohleflözes für den Eigenbedarf von Gloggnitz abgebaut, die Abbaustätte befand sich jedoch ca. 1 Kilometer vom ehemaligen Bergwerk entfernt. In Folge verschloss die USIA die ehemaligen Schächte und verwertete die noch vorhandenen Anlagen.
Neben dem Denkmal für die Opfer des Grubenunglücks erinnert die ehemalige Direktorenvilla im Jugendstil an den ehemaligen Bergbau, 1986 wurde zudem ein Bergbaumuseum in Enzenreith eröffnet. Auf dem einstigen Bergwerksareal befindet sich heute ein Industriegebiet.